# Álvaro Dinis
Álvaro Dinis, Alberto, Albertus, Albrecht, auch: Semuel Jachia oder Albert Dionis, (* um 1576 in Antwerpen; † nach 1645 in Glückstadt oder Amsterdam) war ein portugiesischer Kaufmann, Münzmeister und Funktionär jüdischer Gemeinden.

## Leben und Wirken
Álvaro Dinis war ein Sohn des Kaufmanns Filipe Dinis, auch bekannt als Salomon Marcos, und der ersten Ehefrau Gracia alias Abigail Furtado. Sein Vater stammte aus Porto; Vorfahren der Familien waren angesehene portugiesische Marranen. Seine Eltern lebten um 1570 in Antwerpen, wo er der Vorsteher der jüdischen Gemeinde war, vor 1583 für kurze Zeit in Köln und gingen in diesem Jahr nach Venedig, wo Álvaro Dinis gemeinsam mit seiner Schwester Ana (* 1573) Kindheit und Jugend verbrachte. Die dortige Inquisition nahm Filipe Dinis 1576 aufgrund vermeintlicher Rejudaisierung fest. Álvaro Dinis kam spätestens 1605 nach Hamburg. Dort lebte er mit seiner 1606 geheirateten Frau Beatriz (Abigail; * 1573), deren Vater Henrique Dias Milão (* 1528) ein angesehener Kaufmann aus Lissabon war, der 1609 offiziell wegen Steuerbetrug auf dem Scheiterhaufen hingerichtet wurde. Dinis' Schwester Ana zog ebenfalls gemeinsam mit ihrem Gatten Henrique de Lima alias Mose de Lima nach Hamburg. Das Ehepaar lebte dort nach 1608.
Álvaro Dinis engagierte sich in der kleinen jüdischen Gemeinde in Hamburg, für die er wichtige Positionen übernahm. Er hatte ein Haus, das einer von drei Synagogengemeinschaften unter der Leitung von Rabbiner Selomo Cohen aus Porto Platz bot. 1611 gehörte er zu den drei Personen, die den Kaufvertrag für den Portugiesenfriedhof signierten. Seinen Lebensunterhalt verdiente er als Händler für Getreide, Zucker und Salz, das aus Spanien, Portugal und Brasilien stammte. Dinis war einer der ersten Juden, die regelmäßige Warengeschäfte mit Lübeck und dem Baltikum anbahnten. Er erweiterte seine Geschäfte 1612/13 um eine Handelsniederlassung in Danzig. In den Folgejahren war Dinis auch im Münzgeschäft aktiv: 1614 lieferte er kurzzeitig Silber für Münzen, die in Bremervörde geprägt wurden, 1616/17 übernahm er als Pächter die Oberaufsicht über die Münzen des Herzogs von Sachsen-Lauenburg, für die er ebenfalls die benötigten Metalle lieferte. Während der Kipper- und Wipperzeit beteiligte sich Dinis ab 1616 an viel diskutierten Münzgeschäften im Auftrag von Adligen und Fürsten, 1617 kam die schauenburgische Münze aus Altona hinzu.
1617 entschied die Stadt Hamburg, bis dahin geltende Privilegien für die portugiesischen Juden nicht zu verlängern. Álvaro Dinis, der aufgrund seiner Münzgeschäfte in der Kritik stand, versuchte, die Hansestadt zu verlassen. Ernst von Schauenburg versuchte, Dinis zu schützen, indem er Hamburg drohte, im Falle einer Sanktionierung Dinis' Altona oder die ganze Grafschaft Holstein-Pinneberg an Dänemark zu veräußern. Die Stadt Hamburg ließ sich dadurch nicht davon abhalten, Dinis' Silberbestand zu beschlagnahmen und ihn 1619 auszuweisen. Da ihm die Stadt Hamburg 1644 200 Reichstaler aufgrund seiner Verdienste vermachte, ist davon auszugehen, dass die Ratsherren diese Entscheidung später bereuten.
Dinis verließ Hamburg gen Altona. Nachdem sein Kutscher im August 1619 einen Unfall verursacht hatte, bei dem ein Kind starb, kam es zu gewalttätigen Protesten seitens der Einwohner aus Altona. Die Anwürfe richteten sich gegen Dinis und dessen Schwager Paulo de Milão Dirichsen alias Mos(ch)e Abensur, der in den Unfall gar nicht verwickelt gewesen war. Da Dinis vorgeworfen wurde, möglicherweise aus „feindseligem jüdischem Vorsatz“ gehandelt zu haben, wurde er der Stadt verwiesen und ließ sich im selben Jahr im dänischen Glückstadt nieder.
Álvaro Dinis war einer der ersten Juden, die in Glückstadt sesshaft wurden. Gerhard Rantzau, der das Amt des dänischen Statthalters im königlichen Anteil Schleswig-Holsteins innehatte, ermöglichte dort ansässigen Portugiesen seit 1618 den Handel mit Portugal und Übersee. Álvaro Dinis nahm diese Möglichkeit wahr und erhielt ein Sonderrecht, Handel mit der iberischen Halbinsel treiben zu dürfen. Zudem ermutigte er weitere Portugiesen aus Amsterdam und Hamburg, sich in Glückstadt niederzulassen. Kurze Zeit später übernahm Dinis das Amt des Münzmeisters. Nach Protesten der Stände und des Hamburger Valvationstag, der den Wert fremder Münzen bestimmte, prägte er ab 1625 keine weiteren Münzen mehr. Im Februar desselben Jahres kam es zu einer großen Flut, die den in Glückstadt lebenden Portugiesen Probleme zu bereiteten drohte. Zudem schien ungewiss, ob die Hamburger Portugiesen die ihnen zugestandenen Privilegien behalten durften. Dinis wandte sich aus diesen Gründen an Karl I., Herzog von Liechtenstein mit Sitz in Prag, der ihm erlaubte, sich im Herzogtum Troppau und Herzogtum Jägerndorf niederzulassen. Von 1627 bis 1630 durfte Dinis wieder Münzen prägen.
In den Jahren um 1630 lebte Álvaro Dinis zwischenzeitlich als Vertrauter des dänischen Thronfolgers Friedrich in Hamburg. 1629 publizierte er dort eine Zusammenstellung von Reden, die in portugiesischer Sprache verfasst waren. Hiervon sind bis heute noch wenige Exemplare bekannt. Dinis wandte sich im Interesse jüdischer Mitbürger mehrfach an den dänischen Prinzen. Bekannt ist seine Bitte von 1633, ein Geleitschreiben zu erhalten, um mitteldeutsche Messen besuchen zu können. Außerdem ist überliefert, dass er 1644 bei der Inquisition in Lissabon angezeigt worden war. 1643–1645 führte Schweden den Torstenssonkrieg gegen Dänemark, der den Schiffshandel an der Nordsee verhinderte. In Glückstadt stand  Álvaro Dinis deswegen vor dem Bankrott. Möglicherweise ist er deswegen nach Amsterdam entwichen.
Sein Todeszeitpunkt und -ort können nicht exakt datiert werden. Neben einem Tod Mitte der 1640er Jahre in Glückstadt ist möglich, dass er ungefähr ein Jahrzehnt später in Amsterdam starb. Auf dem Friedhof von Ouderkerk bei Amsterdam befindet sich ein Grab Nummer 189 von David Denis, gestorben im Jahre 1655. Die Gräber seiner Frau, die 1632 in Hamburg verstorben war, sowie seiner Schwiegermutter sind auf dem Portugiesenfriedhof zu finden. Dort befindet sich auch der Grabstein von Selomo Jahia, der 1599 verstorben und 16 Jahre später umgebettet worden war. Möglicherweise diente das Grab auch als Ruhestätte für Álvaro Dinis' Vater Filipe Dinis.
Weitere jüngere (Halb-)Geschwister von Álvaro waren:
- Ana, Ehefrau von Antonio Faleiro alias Abraham Abuab
- Brites Antunes, Ehefrau von Henrique de Lima alias Moses Abinun
- Abigail Dinis, zunächst Ehefrau von Gonsales de Lima, in zweiter Ehe von Paolo de Milão alias Moses Abensur
- Binjamin Mussaphia alias Cornelius Janssen, Arzt in Hamburg und Glückstadt[2]